# Oblast Pernik
Oblast Pernik ali Perniška oblast (bolgarsko Област Перник, Пернишка област) je ena izmed 28 oblasti v Bolgariji.
Leta 2011 je oblast imela 133.530 prebivalcev na 2391 km² površine. Glavno mesto je Pernik.

## Upravna delitev
Oblast Pernik je razdeljena na 6 občin.
| Občina    | Cirilica         | Prebivalstvo 2011 | Upravno središče | Prebivalstvo 2011 |
| --------- | ---------------- | ----------------- | ---------------- | ----------------- |
| Breznik   | Община Брезник   | 6945              | Breznik          | 4123              |
| Kovačevci | Община Ковачевци | 1600              | Kovačevci        | 441               |
| Pernik    | Община Перник    | 97.181            | Pernik           | 77.879            |
| Radomir   | Община Радомир   | 20.896            | Radomir          | 14.494            |
| Trn       | Община Трън      | 4146              | Trn              | 2443              |
| Zemen     | Община Земен     | 2762              | Zemen            | 1668              |

## Mesta
Breznik, Batanovci, Pernik, Radomir, Trn, Zemen

## Demografska slika
Razvoj prebivalstva
| 1946    | 1965    | 1985    | 1992    | 2001    | 2011    |
| ------- | ------- | ------- | ------- | ------- | ------- |
| 172.389 | 180.883 | 174.044 | 163.307 | 149.832 | 133.530 |